# Неоплачувана робота

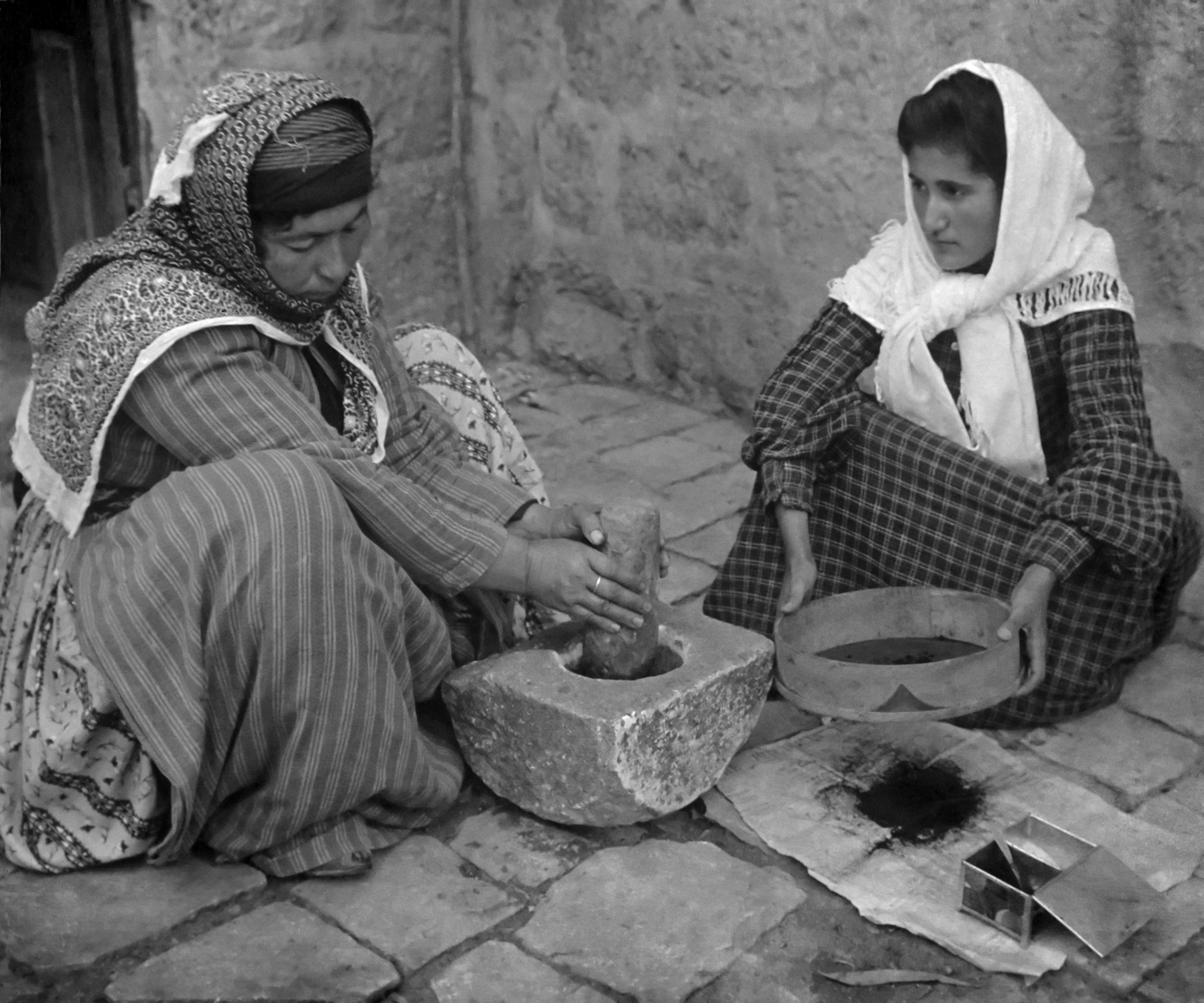
Палестинські жінки мелють кавові боби

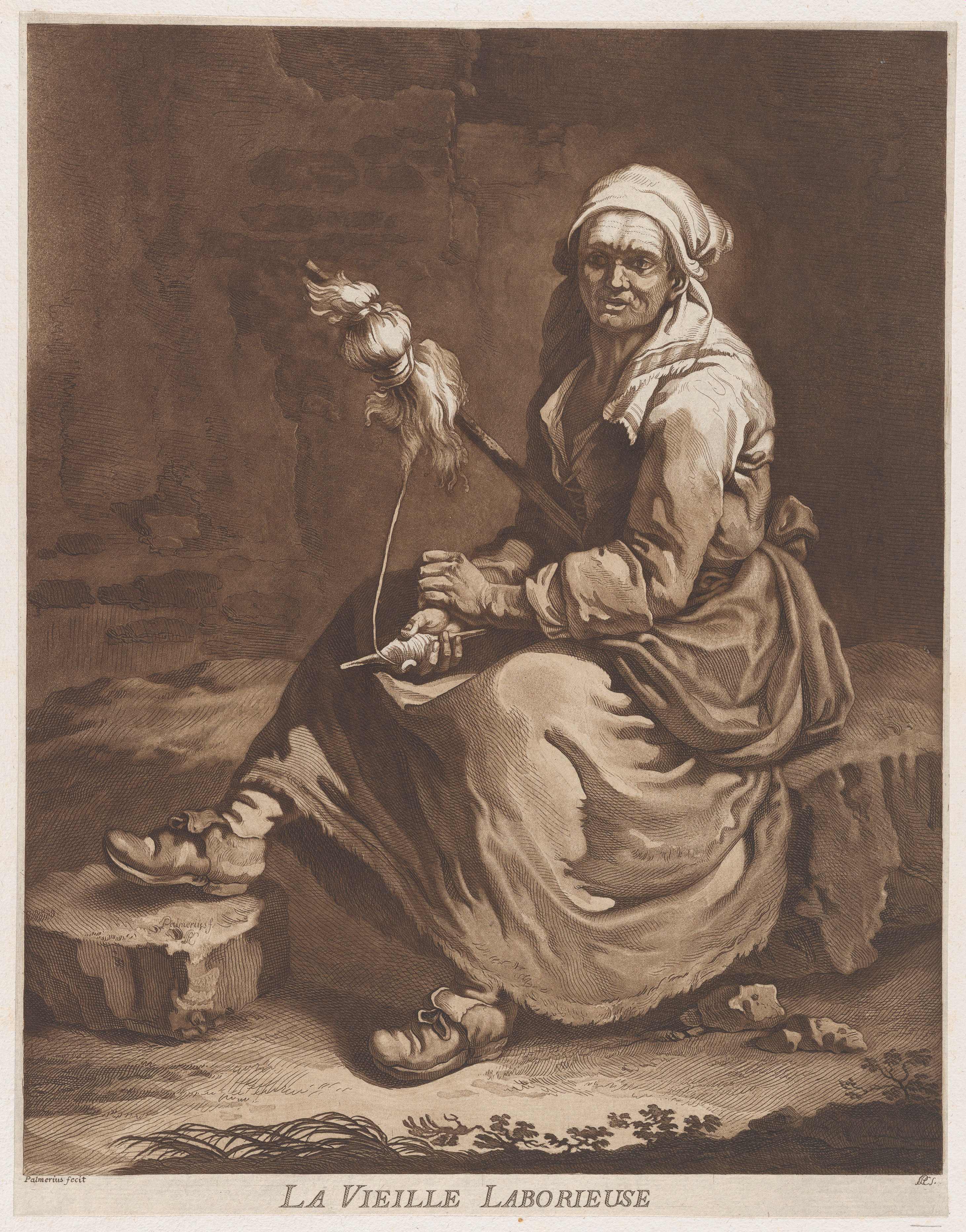
«Стара жінка за працею». Виготовленням одягу можна займатись навіть коли репродуктивна праця вже позаду.

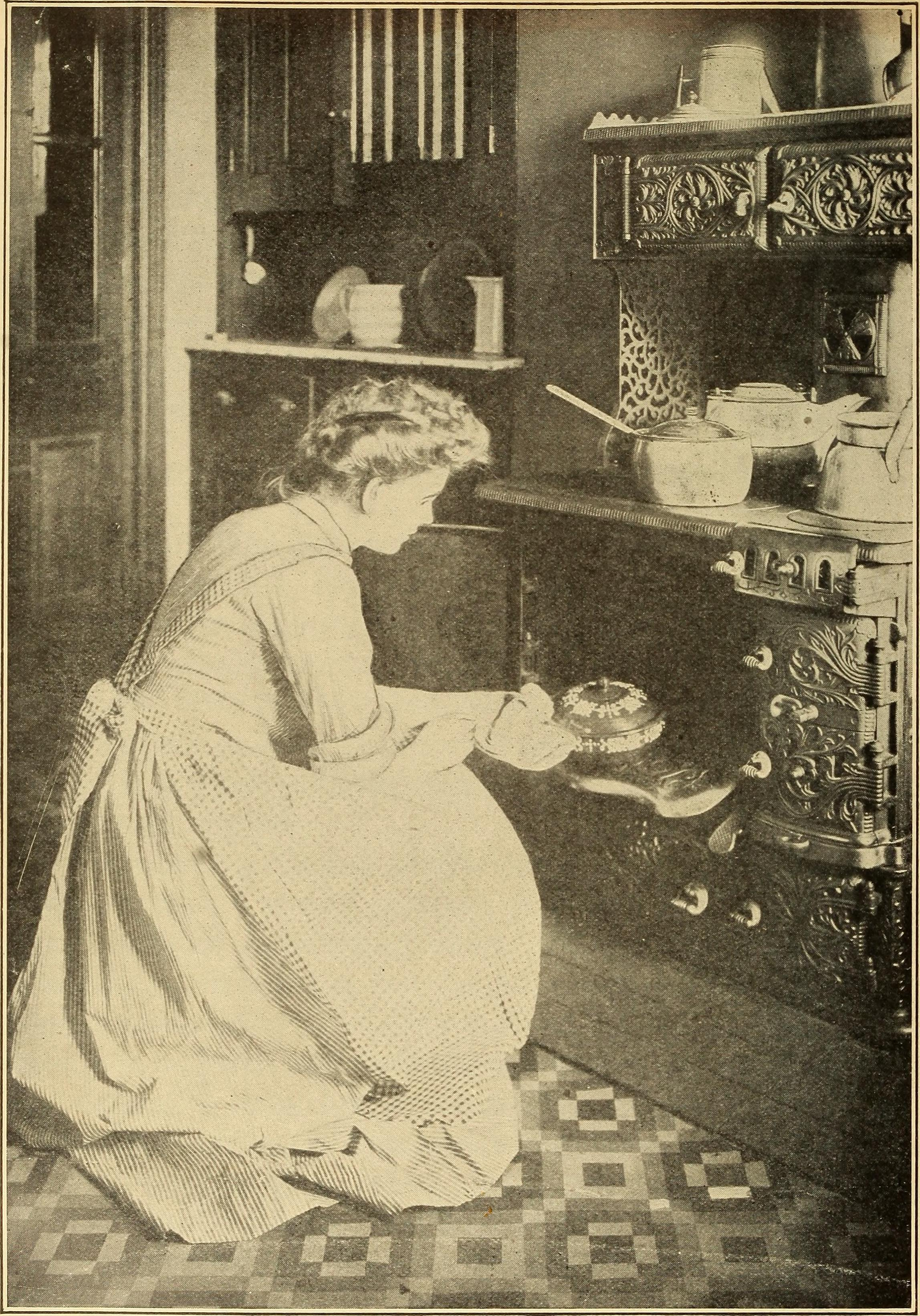
Жінка за виконанням хатньої роботи (1906)

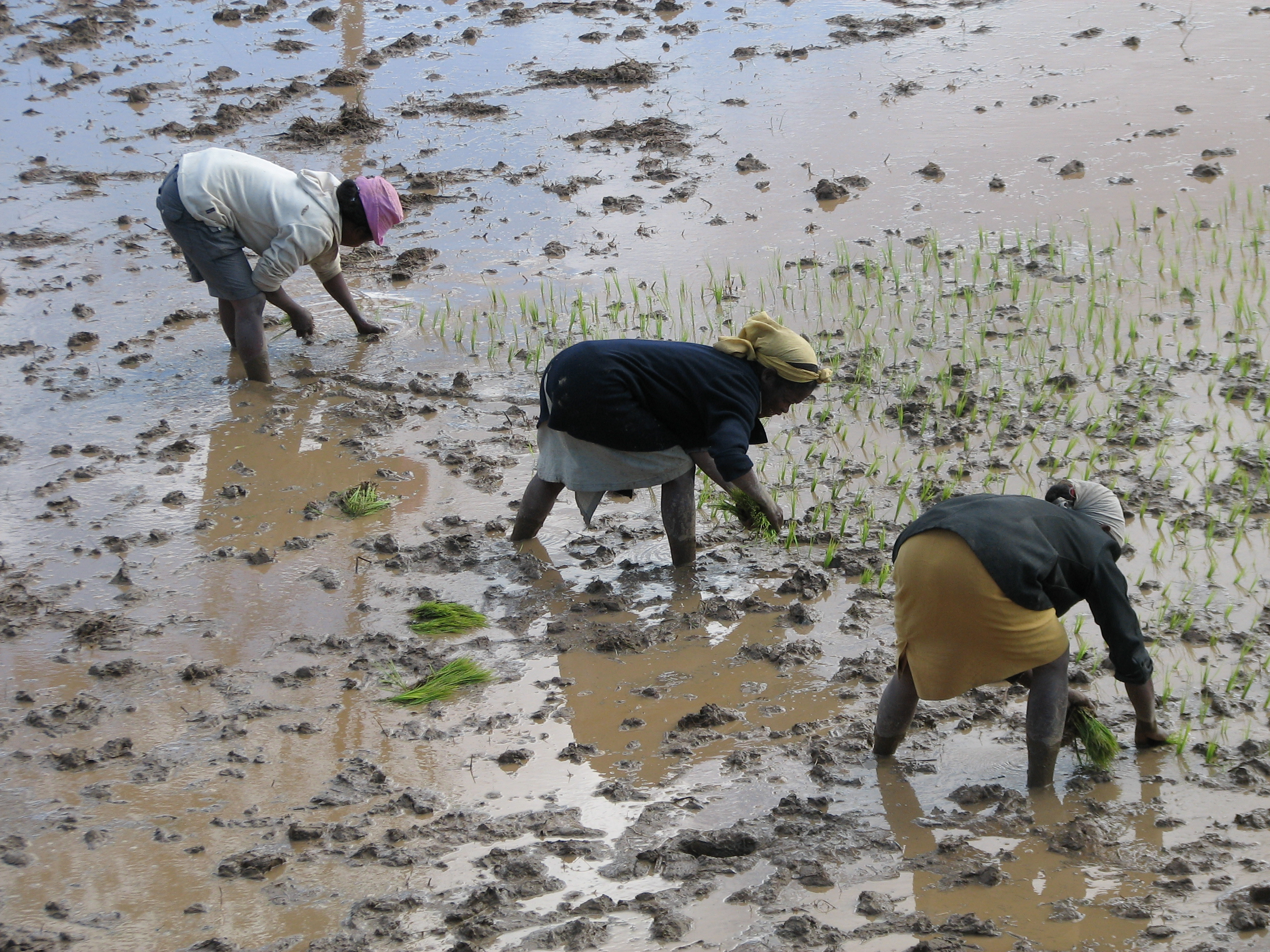
Жінки саджають рис

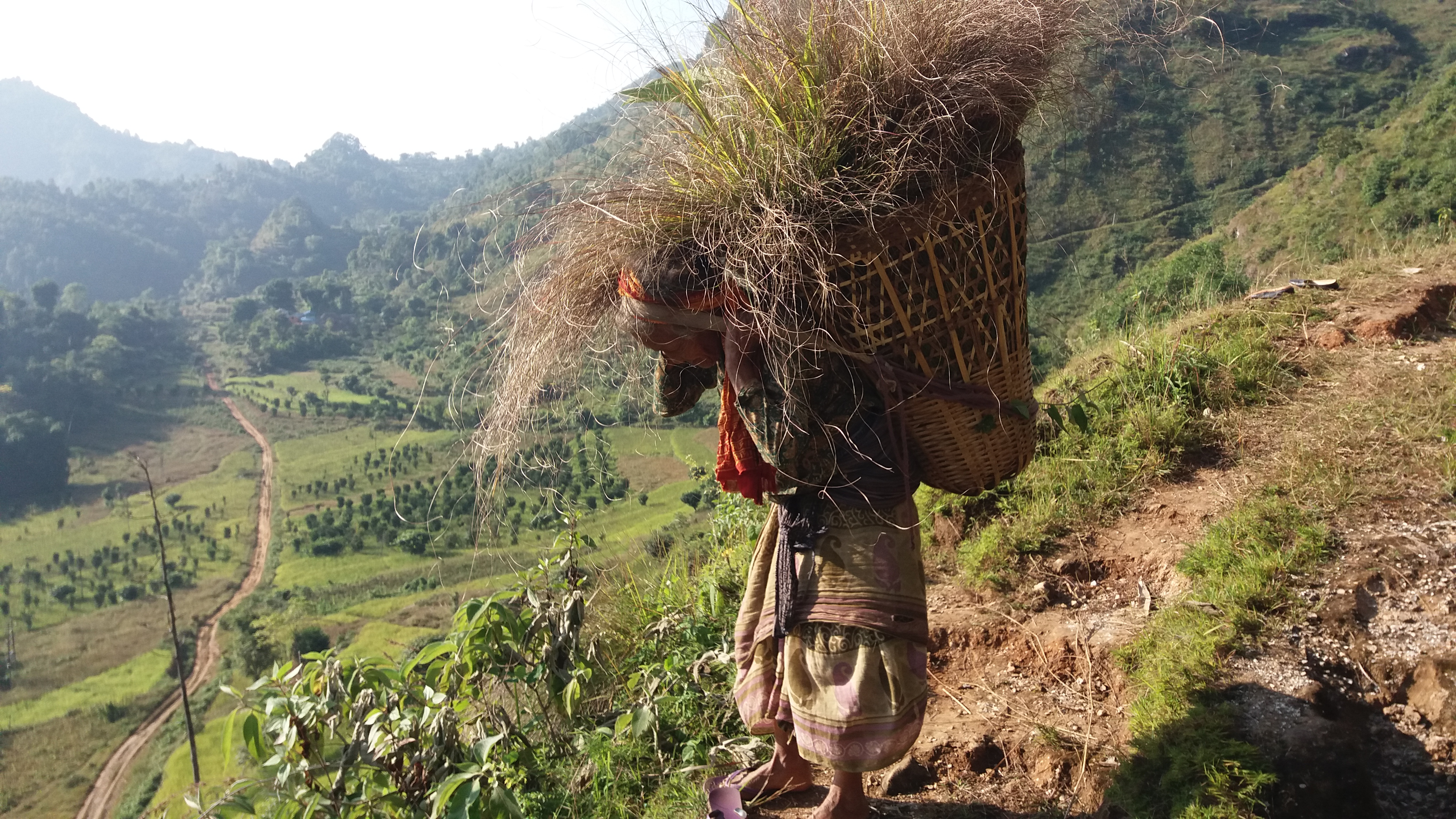
Літня непальська жінка за роботою.

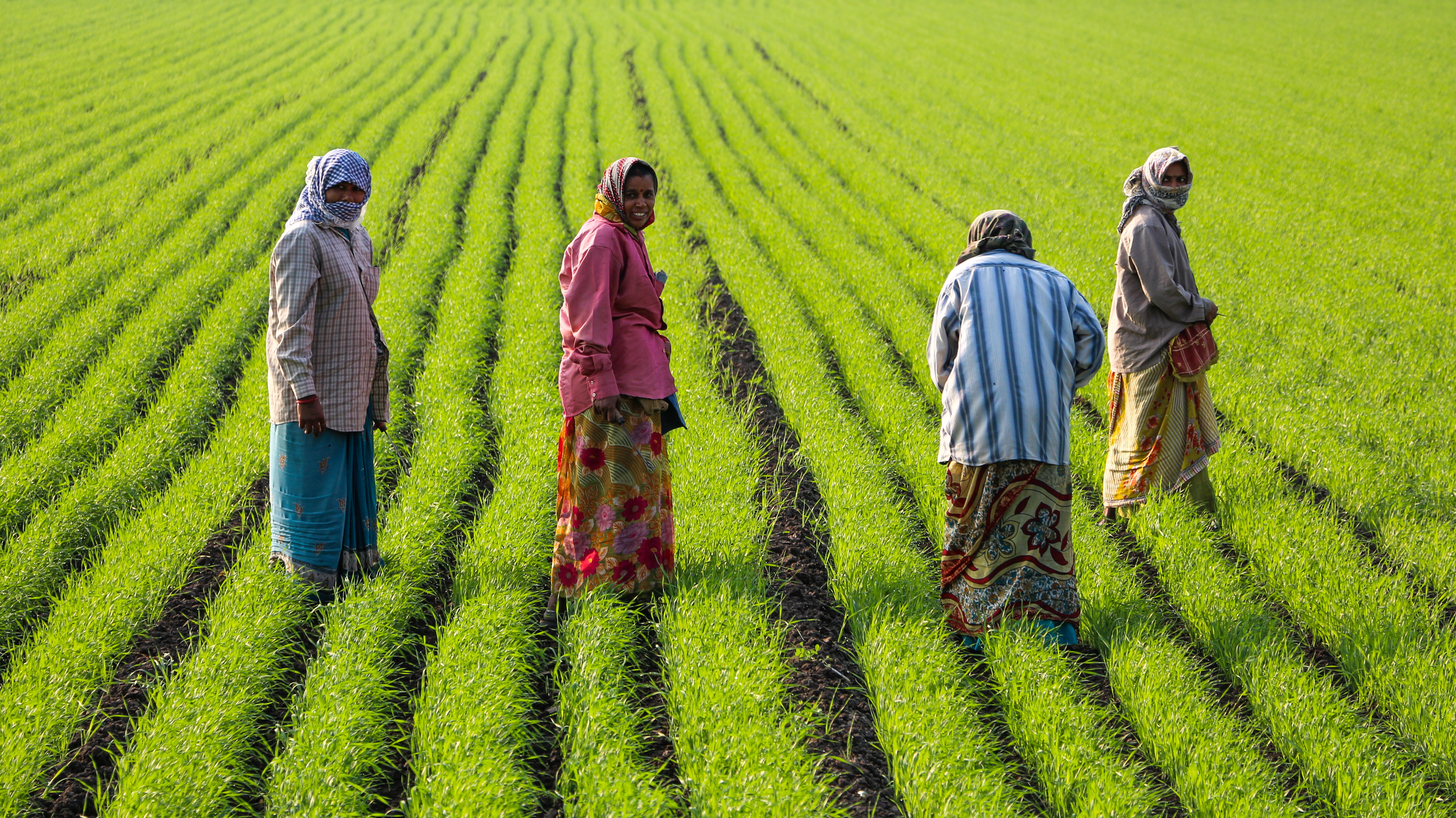
Жінки працюють на рисовому полі, Гуджарат

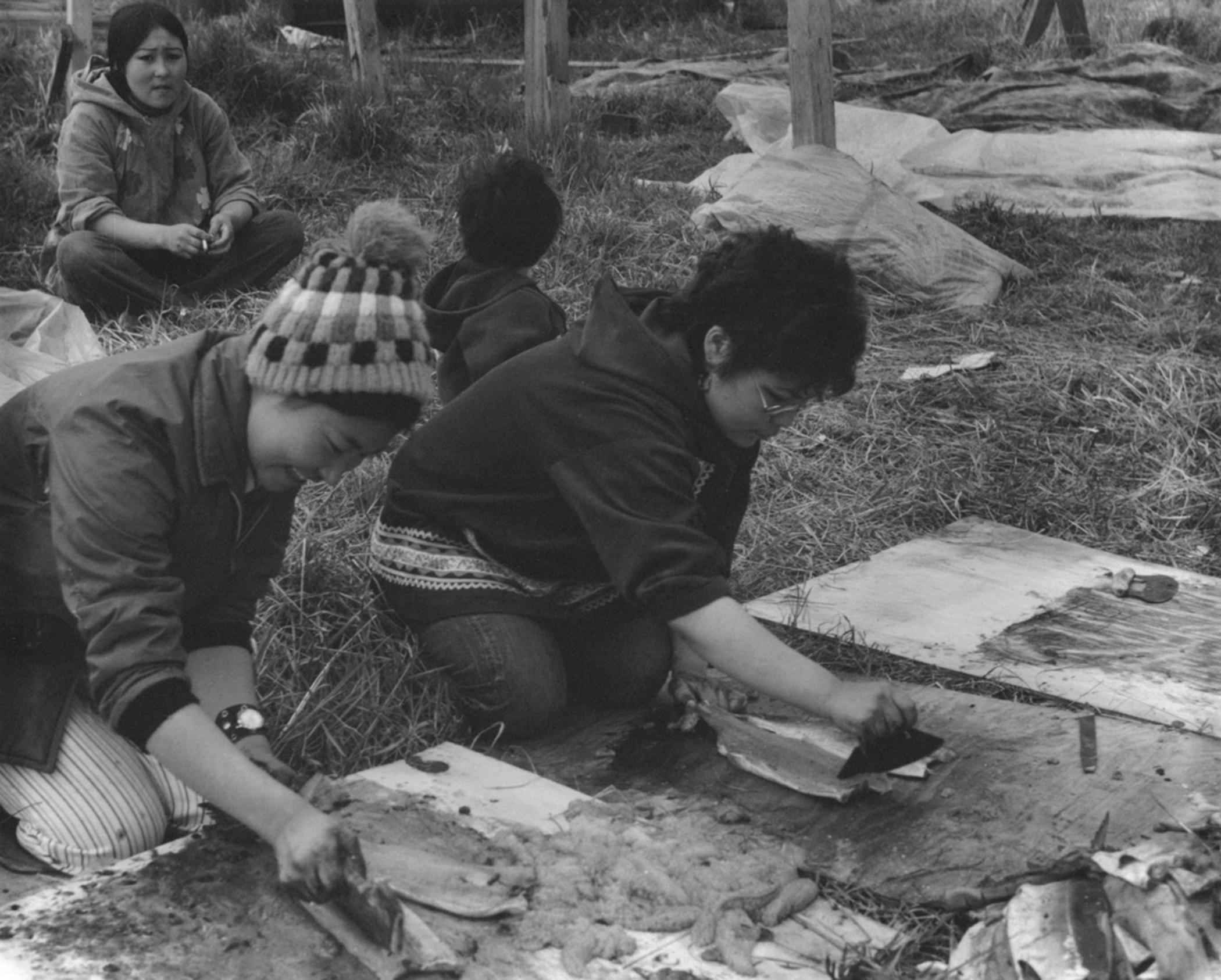
Корінні жительки Аляски за роботою, 1972

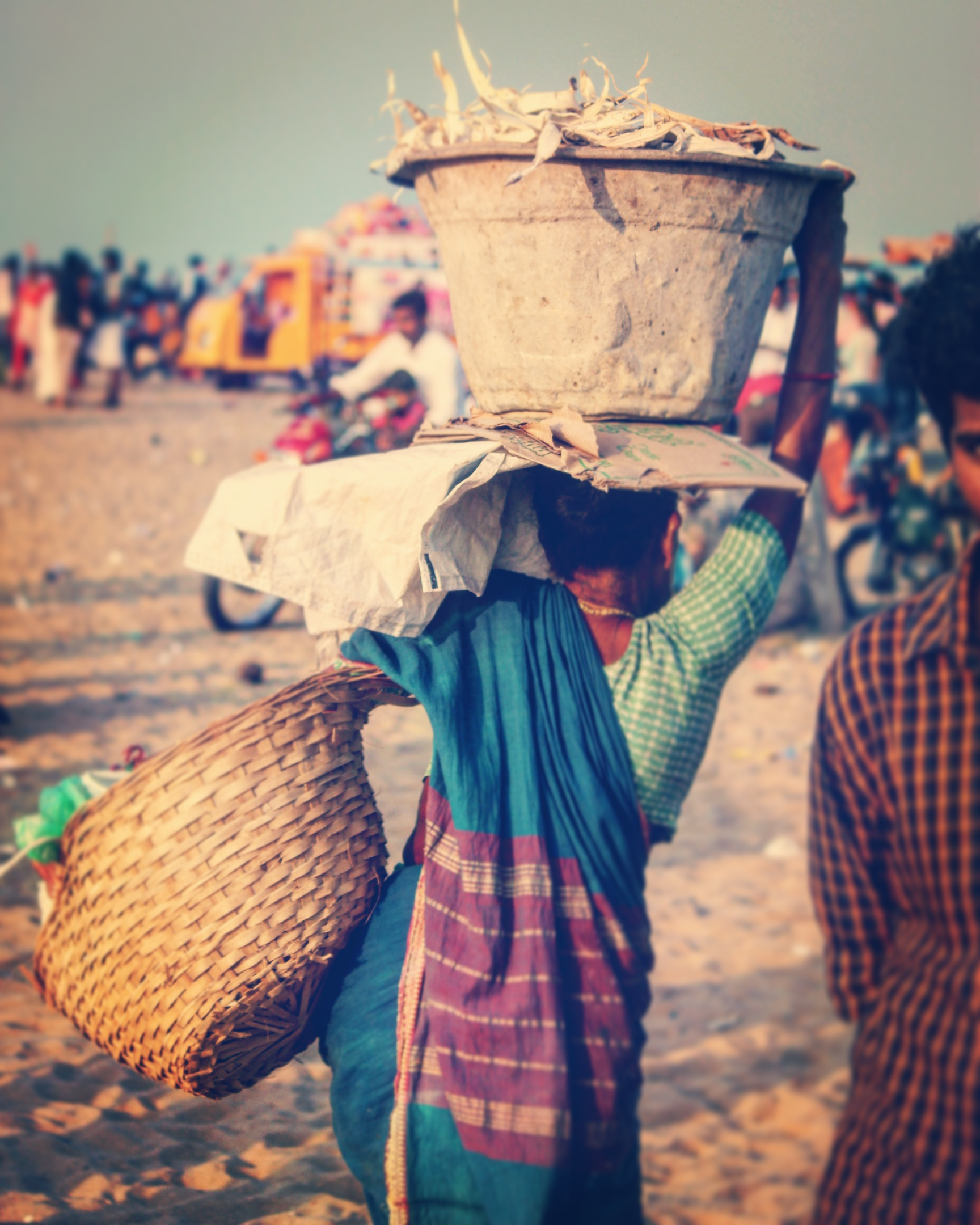
Жінка бере якомога більший вантаж, щоб заощадити на харч дітям. Індія.

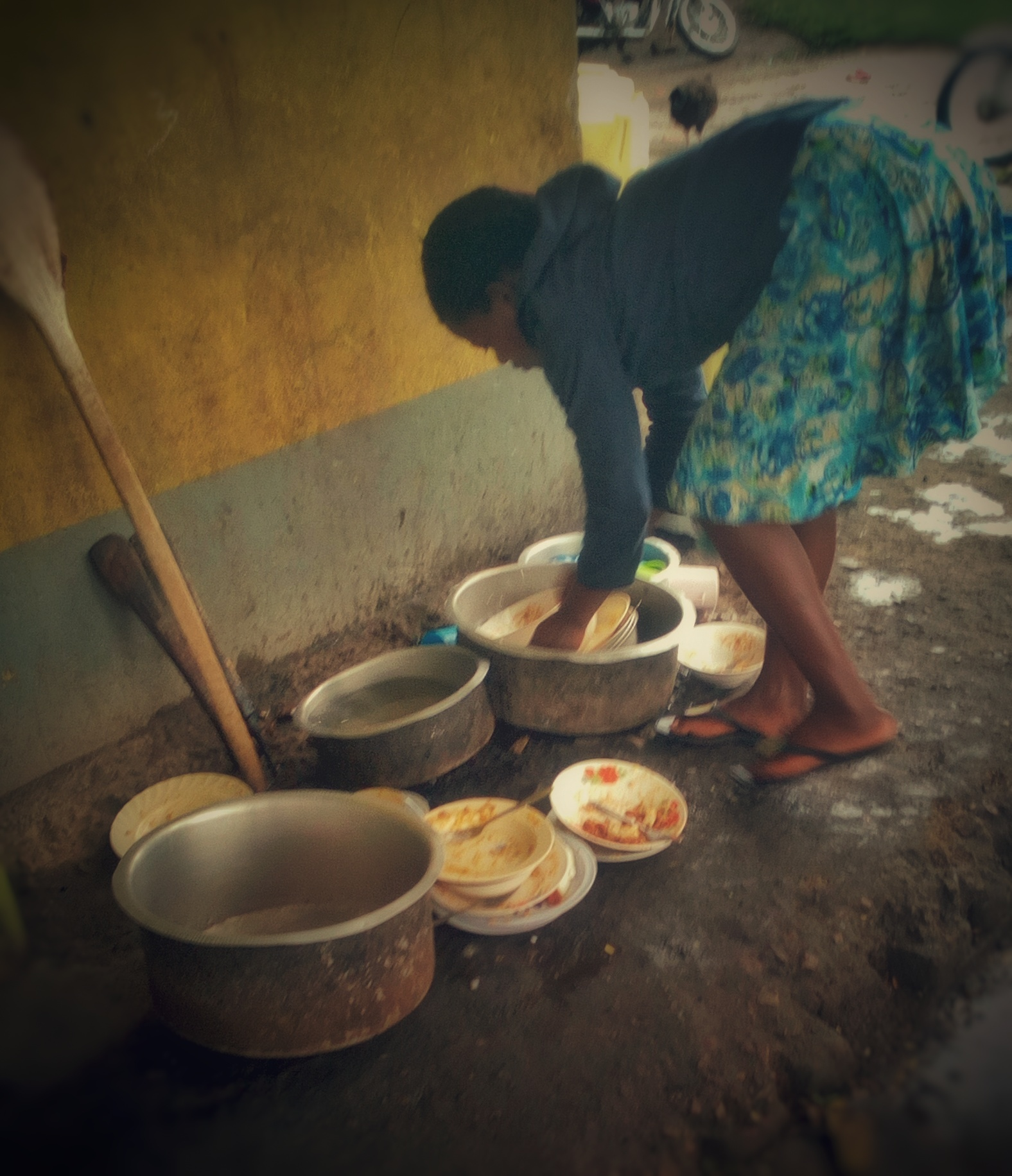
Чистота житла — турбота жінок

Неопла́чувана робо́та (англ. Unpaid work, Unpaid labor) — це праця, за яку людина, що її виконує, не отримує жодної безпосередньої винагороди. Це форма «неринкової» праці, що може бути двох видів:
1. Включена у виробництво і входить до системи національних рахунків (таких як ВВП);
2. Виключена з виробництва, яка не входить до економічних рахунків і здійснюється всередині домогосподарств на задоволення їх потреб (наприклад, хатня робота, котра в основному лягає на плечі жінок).[1]

Також неоплачувана праця може існувати у вигляді волонтерства як форми благодійності та стажування як форми неоплачуваного найму.
За даними ООН, найбільшу кількість неоплачуваної роботи виконують жінки, і це глобальна тенденція. Така економічна гендерна нерівність пов'язана з традиційними функціями жінок у домашньому господарстві, і відбивається на становищі жінок як у приватній сфері, так і на ринку праці, спричинюючи гендерний розрив в оплаті праці. Віддаючи втричі більше за чоловіків часу неоплачуваній хатній роботі, жінки втрачають можливості на ринку праці, здоров'я та заглиблюються у бідність, що, в свою чергу, негативно впливає на дітей та державу.

## Види неоплачуваної праці

### Доглядова праця
Неоплачувана доглядова праця (Unpaid care work) — це щоденні активності, що забезпечують комфорт конкретної родини: приготування їжі, прибирання, прання, закупи продуктів чи речей для дому, так само як догляд за дітьми, літніми, хворими, неповносправними членами родини. В деяких країнах доглядова праця може входити до системи національних рахунків, наприклад, як «вирощування їжі для домашнього споживання». Доглядова праця майже чи повністю не прив'язана до біології, її може виконувати будь-хто в родині, маючи достатньо навичок.

### Репродуктивна праця
Неоплачувана репродуктивна праця (Reproductive labor) — це робота з забезпечення відтворювання сім'ї (продовження роду): всі активності, пов'язані з дітонародженням, а також виховання / догляд за дітьми та іншими членами родини. Окрім народження та грудного вигодовування дітей, решту репродуктивної праці (від догляду за немовлятами до виховання підлітків) можуть взяти на себе будь-хто з родини. Проте біологічна залежність дітонародження від жіночої репродуктивної системи зробила незворотньо «жіночою» і решту роботи з забезпечення репродукції (зокрема, догляд за малолітніми дітьми, декрети в зв'язку з народженням дитини, опіка над дітьми, їх забезпечення, розвиток та виховання). Від одружених жінок, матерів-одиначок, сестер, тіток та інших жінок в родинах очікується, що саме вони візьмуть на себе основну частину цієї неплатної праці впродовж усього життя, водночас із гострою потребою в жіночій робочій силі на ринку праці. Виховання дітей підпадає і під репродуктивну, і під доглядову працю, тож залишається на плечах жінок, хоча після грудного вигодовування могло б перейти в спільний фонд домогосподарства.

## Статистика
Найчастіше неоплачувану хатню роботу вимірюють дослідженнями використання часу, що оцінюють, скільки часу люди приділяють певним активностям. Sarah Gammage дослідила часові витрати в Гватемалі і виявила, що жінки щоденно виконують біля 70 % всієї неоплачуваної роботи в домогосподарствах. В шістьох інших країнах результати були подібні. В Китаї чоловіки проводять за неоплачуваною хатньою працею в середньому 58 хвилин на добу, жінки — в середньому 139 хв.
| Рік дослідження | Країна               | Чоловіки, хв/день | Жінки, хв/день |
| 2010            | Аргентина            | 101               | 293            |
| 2008            | Індія                | 36                | 354            |
| 2008            | Корейська республіка | 38                | 224            |
| 2008            | Нікарагуа            | 66                | 318            |
| 2008            | Південна Африка      | 91                | 273            |
| 2008            | Танзанія             | 44                | 262            |
| 2015            | Китай                | 58                | 139            |

Регулярні дані, зібрані в 80 країнах 24-годинниковим тижневим щоденникуванням організацією United Nations Statistics Division з 2000 по 2015 роки, прямо підтверджують, що жінки виконують більше половини хатньої роботи по всьому світу. Найбільший розрив між чоловічими та жіночими затратами часу — у країнах, що розвиваються. Найменша різниця в затратах у скандинавських країнах: Швеції, Норвегії, Данії, Нідерландах та Фінлндії. Мінімальний розрив у Швеції: 3.33 год. на тиждень. Див. також Шведська модель боротьби з проституцією та Фемінізм у Швеції.
Для порівняння, в Алжирі, Тунісі, Мексиці, Іраку та Гватемалі різниця між чоловічим та жіночим використанням часу перевищує 18+ годин роботи на тиждень. Для Мексики та Гватемали пропорція хатньої роботи, виконуваної жінками, перевищувала кількість годин у добі втричі. В середньому чотири години хатньої роботи на день сім днів на тиждень дають приблизно 672 години на місяць чи 28 годин на тиждень.
Вимір чоловічої участі в хатній роботі (2012, Малаві) показав, що чоловіки в середньому займаються нею 1.25 год, і це та ж тривалість, що в камбоджійських чоловіків у 2014. Інші нації з низькою чоловічою участю в домашній праці — Пакистан (1.81 год; різниця з жінками 18.06 год), Малі (2.50 год; 17.92 год різниці), Японія (2.92; 12.01 год) та Палестина (3.06 год; 16.11 год різниці).
З іншого боку, мінімум часу хатній роботі присвячують жінки Малаві (8.68год/тиждень). В США *2014) жінки безкоштовно працюють 14.58 годин на тиждень.
Якщо в 'індустріальних' країнах жінки витрачають «дві третіх» на неоплачувану працю та «третину на оплачувані активності» (чоловіки — навпаки), то в країнах, 'що розвиваються', з тими ж «двома третіми» у жінок в чоловіків обслуговування займає «менше однієї четвертої їхнього робочого часу».

## Гендерний розподіл праці
Традиційне уявлення про сім'ю передбачає підкріплений гендерними стереотипами розподіл роботи на «чоловічу» (забезпечувати прибуток родини, «годувальник») та «жіночу» (виконання домашньої роботи, «берегиня», «господиня», «домогосподарка»). Підґрунтям для формування цих гендерних ролей стали патріархатна культура, вплив колоніалізму, імперіалізму і християнства. Історично жінка мала бути «гарною» дружиною та матір'ю. Християнство визначає роль жінки як підкорення чоловіку та ведення домашнього господарства. За дослідженнями, новоанглійські місіонери, проповідуючи християнські цінності, змінили традиційний високий статус жінки в гавайських полігамних племенах, де до того жінки не обтяжувалися хатніми обов'язками, такими як прасування.
Тож, за сформованими соціальними нормами основний тягар домашньої роботи лежить на жінках. Чоловік може, але не зобов'язаний, виконувати лише частину праці з догляду за дітьми. Починаючи з 1960-х, з поширенням глобалізації, на ринку праці з'явилися нові можливості для жінок, що поставило під сумнів «головування» чоловіків у сім'ї. Глобалізація дала жінкам оплачувану роботу, але не позбавила їх від необхідності виконувати неоплачувану. Фактично сучасна жінка повинна вирішити, чому віддавати пріоритет, час, здоров'я та гроші — побудові кар'єри чи виконанню хатньої роботи (Баланс між роботою й життям). Ця проблема носить назву «Подвійний тягар» або «зміна біля плити» і, в свою чергу, впливає на рівень життя та дохід родини.
Нині все в більшій кількості родин працюють обидвоє, і відбувається поступова трансформація уявлень про розподіл роботи. Проте, незалежно від методології, численні дослідження доводять, що розподіл домашньої роботи досі покладає основну її частину на дружин. Нерівність між чоловіками і жінками у шлюбі має тенденцію до скорочення, але вкрай повільну. Соціальні очікування створюють тиск на жінок і не стимулюють чоловіків. І хоча члени родини чоловічої статі здатні виконувати неоплачувану роботу, повертаючись додому з оплачуваної, набагато частіше її виконують саме жінки, повертаючись зі своєї.

### Економічні корені
Суспільства конструювали жіночі гендерні ролі саме такими, тому що жінки переважно фінансово залежали від чоловіків, що виражалося в «сексуальному контракті», що визначав їх як «приватну власність окремого чоловіка». Це призвело до доместикації жінок, оскільки їхнім основним шляхом доступу до фінансів став шлюб з чоловіком. Такий гендерний поділ зробив потреби та права жінок невидимими, що дозволило чоловікам «продовжити домінувати над жінками та визначати їх як залежних» і встановило необхідну залежність між чоловіками та жінками. Проігнорована взаємність цього зв'язку підкреслює факт залежності чоловіків від жіночої «хатньої та репродуктивної роботи».
В багатьох суспільствах жіноча роль включає «дітонародження, догляд за дітьми, старими, хворими, приготування їжі та одягу, збір води, підтримання вогню». До того ж, жіноча гендерна роль вбудована в економіку як таку, бо її внесок в економіку може бути легко замінений чоловіком через інший шлюб чи плату за доглядові послуги; доглядова праця продається і купується, проте більша її частина неоплатна і не врахована. Конфігурація обміну обслуговування на забезпечення базується на 'патріархатному контролі', в котрожу жінка «вирощується, щоб бути ріднею»-доглядачкою та підтримувачкою структури сім'ї, тоді як чоловік має індивідуальну свободу, його роль вимагає лише постачати гроші.

### Сучасна вигода
Під тиском тренду працюючих пар і поступового старіння популяції комерціалізація хатньої та доглядової праці стала неминучою. Висунуто аргументи, що вартість неоплачуваної праці завжди має враховуватись, аби запобігти експлуатації неоплачуваної трудової сили, і тому вона має розглядатися як законний найм. Також є вимоги надати неоплачуваним хатнім працівницям «опікунський посібник», щоб захистити трудову вартість їхньої праці.
Проте реальність таких реформ під питанням, оскільки неоплачувана хатня робота позитивно позначається на державному бюджеті. Адже жінки безкоштовно надають населенню ті послуги, які має надати держава, якщо сім'я не зможе їх забезпечити: догляд за дітьми, догляд за літніми, медичне обслуговування, харчування. Коли держава урізає фінансування дитинства, старості, хворих та неповносправних, тягар їх обслуговування зазвичай лягає на плечі жінок у родині, знижуючи їх участь на ринку праці (тобто контролюючи залученість і конкуренцію).
Безоплатна доглядова робота необхідна для підтримки порядку в глобальній ринковій економіці. За теорією торта, репродуктивна та доглядова праця — «ключі до функціонування всіх економік.» Доглядова праця забезпечує здоров'я і продуктивність тих, хто виконує оплачувану роботу. Продуктивність використовується для створення капіталу. З двох видів капіталу (грошовий та людський) людський є дешевшим тому, що робоча сила, яка його створює, переважно складається з жінок. «Люди в доглядовому секторі часто експлуатуються, отримують меншу платню та працюють в незадовільних умовах.»

### «Жіночість» доглядової роботи
Глобально, очікування від жінок основного забезпечення 'неоплачуваного догляду' є соціально сконструйованим та забезпечуваним гендерними нормами. Навість якщо жінка праціює повний день поза домом, вона зазвичай виконує більшу частину хатньої праці та догляду за дітьми. Внаслідок глобалізації все частіше очікується, що жінки працюватимуть як у платному, так і в неоплачуваному секторі, робитимуть внесок у доходи сім'ї, залишаючись головними постачальницями неоплачуваної праці. Ця нерівність підкреслює гендерний розподіл праці і те, як він змінюється з глобалізацією структури зайнятості. Крім того, він висвітлює, як соціально побудовані норми гендеру створили систему, яка заохочує жінок продовжувати нести «подвійне навантаження» на послуги з догляду. Структура «подвійного навантаження» значною мірою сприяла економічній вразливості жінок, оскільки жінки, які перебувають у фінансових кризах, частіше виявляються бідними, безробітними, хворіють та не навчаються. Жінки часто страждають більшою мірою під час фінансових криз, оскільки вони, як правило, є більш уразливими, ніж чоловіки.
Приписування обслуговуючої праці жінкам забезпечується також знецінюванням праці жінок, котре прямо влпиває на гендерний розрив в оплаті праці. Маркуючи зусилля та вклад жінок як щось меншовартісне, чоловіки зберігають наявну структуру влади та тримають жінок на дистанції від прибуткових сфер ринку, в тому числі, через демотивацію.
Так, UNDP Women та Development Report (1995) досліджено 31 країну: майже в усіх країнах жінки працювали більше годин, ніж чоловіки, але отримували меншу економічну винагороду. Як у «третьому», так і в «індустріалізованому» світі чоловіки отримують «левову частку прибутку та визнання» за свої інвестиції, тоді як робота жінок залишається «неоплаченою, нерозпізнаною, недооціненою.» Жінки в бідних країнах схильні брати безкоштовну роботу на себе через відмови чоловіків її виконувати з аргументом, що «жінки як гендер мають обов'язки перед іншими, яких чоловіки як гендер не потерплять.»

### «Друга зміна»
Подвійний тягар (подвійний день, подвійне навантаження, double burden) — явище, що жінка, маючи оплачувану роботу на ринку праці, повинна прийти додому і цілодобово працювати на ниві неоплачуваної хатньої роботи. За суспільними очікуваннями, тягар неоплачуваної роботи в першу чергу падає на жінку, навіть якщо в неї з чоловіком однаковий оплачуваний робочий день.
Збільшення оплачуваного робочого часу не дає відповідного скорочення неоплаченого. Чоловіки не збільшили своєї частки неоплачуваної роботи настільки, наскільки жінки збільшили свою частку оплачуваної. За Звітом про розвиток людства від 2015 року у 63 країнах, 31 % жіночого часу йде на неоплачувану роботу, чоловіки ж присвячують їй тільки 10 % свого часу.

## Наслідки «хатньої роботи»

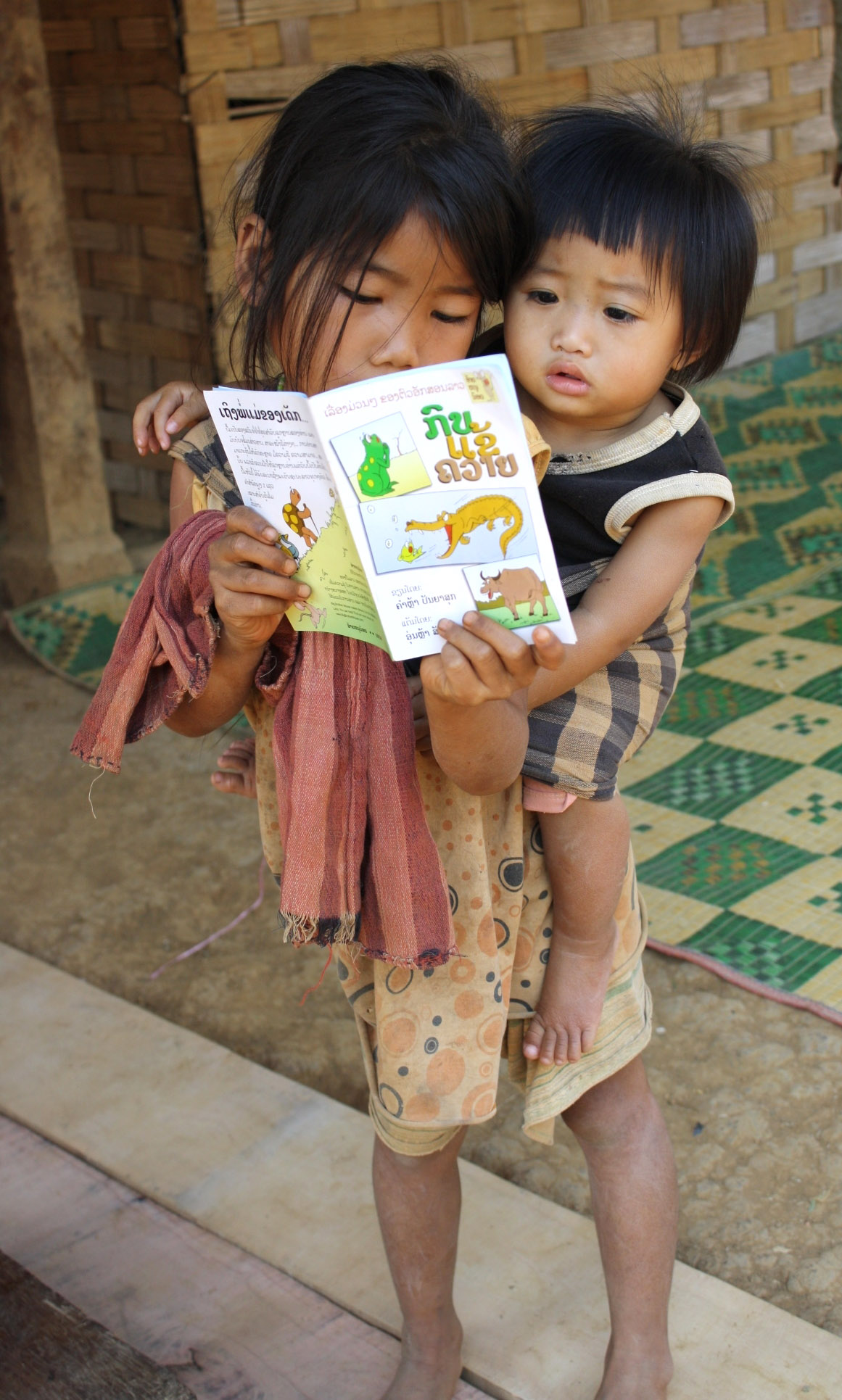
Через неоплачувану доглядову працю багато дівчаток з бідних країн не завершують базової освіти

### Фемінізація бідності
Подвійне навантаження посилюється, коли жінки страждають від бідності (див. фемінізація бідності) та живуть у громадах без базової інфраструктури. У регіонах з нелегким доступом до їжі та води домашні обов'язки поглинають ще більше часу.
Від обмеження фінансування в соціальну сферу максимально страждають жінки та діти, особливо під час фінансових криз. Дефінансування охорони здоров'я та освіти відкидають жінок назад у тривалій перспективі, штовхають їх глибше у бідність і більшу залежність від держави.

### Жіноче здоров'я
«Друга зміна» негативно впливає на життя жінок, оскільки залишає менше часу для турботи про себе, відпочинку та сну.
Поєднання оплачуваних і неоплачуваних трудових обов'язків виснажує жінок. Не є рідкістю звіти про підвищений рівень стресу. Жінки повідомляють про вищі рівні симптомів, пов'язаних з депресією і тривожністю, включаючи низьке задоволення від життя і суб'єктивний рівень щастя. У поєднанні з нижчими зарплатами, дефіцитом часу та, часто, обмеженим доступом до якісних медичних послуг, у жінок менша ймовірність забезпечити собі належне лікування.

### Руйнування освіти дівчаток
Статистика свідчить, що багатьох дітей, особливо в бідних країнах та домогосподарствах, змушують брати участь в неоплачуваній хатній роботі. І оскільки традиційно це дівчата, тягар хатньої роботи падає на дівчат підліток та дівчаток, котрих змушують кинути школу для допомоги в безкоштовній хатній роботі вдома.

### Гендерна нерівність на ринку праці
- Витрачаючи більше часу на хатню роботу, жінки менше витрачають на оплачувану, через що знижується дохід домогосподарств.[1] Через традиційні уявлення, ніби-то жінка має заробляти менше, ніж чоловік, жінок не заохочують інвестувати в освіту та навички.[1] Це ще більше закріплює жінок в хатній роботі, створюючи важко зламуваний цикл соціальних норм та посилюючи гендерну нерівність.[1] Ця форма гендерної нерівності враховується в динаміці 'гендерних ризиків', яка пояснює, чому жінки та дівчата в гіршому за чоловіків становищі, та чому їх частіше вражає бідність[19].
- Подвійний тягар відбирає в жінок час, котрий вони можуть присвятити роботі, тоді як чоловіки його присвячують і, в результаті, частіше отримують підвищення.[1] Через постійне перевантаження жінки можуть бути менш ефективними на роботі, також знижуючи шанси на кар'єрний ріст. Ці фактори додаються до скляної стелі, нерівної зарплатні і роблять залучення жінок до ринку ще більш проблематичним.
- Перевантаженість хатньою роботою негативно впливає на здатність жінок орієнтуватись у житті за межами домівки. Ізоляція в хатній роботі виступає бар'єром на шляху до оплачуваного найму, а для працюючих жінок — відтягує професійну реалізацію подвійним вантажем.[23]
- Через очікування повного об'єму обслуговуючої та репродуктивної праці від жінок їх менш охоче беруть на роботу, особливо відповідальну та/чи з відрядженнями, оскільки роботодавці вважають, що співробітниця не зможе ефективно працювати, бо буде «зайнята домом і дітьми». Так дискримінація при прийомі на роботу торкається навіть тих жінок, котрі не виконують/не планують виконувати більшу частину неоплачуваної хатньої роботи, налаштувавши її адекватний розподіл у родині чи не маючи родини.

## Оцінка вартості неоплачуваної праці
Існує три методи вимірювання цінності неоплачуваної хатньої роботи:
- Вартість можливостей (Opportunity cost method)

Обрахунок суми грошей, котру могли б заробити неоплачувані хатні працівниці, якби замість хатньої роботи були зайняті на ринку праці. Приклад: якщо екс-суддя стала домогосподаркою, то ціна години її неоплачуваної хатньої роботи дорівнює тому, що вона може заробити в годину як суддя. Недолік методу: дві неоплачувані хатні працівниці можуть виконувати однакову роботу з рівною ефективністю, але вартість праці варіюватиме через їх попередні освіту і рівень навичок. Також проблемно оцінити хатню роботу жінок, які ніколи не працювали (наприклад, школярок, студенток).
- Заміна ринковою ціною (Market replacement cost method)

Обрахунок грошового еквівалента виконаної хатньої роботи. Наприклад: щоб оцінити неоплачуваний догляд за дітьми, дивляться на вартість найму няні; щоб оцінити безоплатне куховарство — шукають ціну аналогічної страви в ресторані. Недолік методу: не враховує додаткові емоційні витрати матері, яка залишається дома з дітьми, на відміну від незнайомої людини.
- Input/output cost method

Обрахунок грошової вартості економічних благ та послуг, вироблених неоплачуваною хатньою роботою, та скільки ці товари та послуги коштуватимуть на відкритому ринку.